# Le Faulq
Le Faulq település Franciaországban, Calvados megyében. Lakosainak száma 325 fő (2022. január 1.). Le Faulq Blangy-le-Château, Bonneville-la-Louvet, Le Brévedent, Le Pin és Saint-Pierre-de-Cormeilles községekkel határos.

## Népesség
A település népességének változása:
| Lakosok száma | 125  | 153  | 201  | 260  | 342  | 344  | 343  | 338  | 335  | 325  |
|               | 1968 | 1982 | 1990 | 2006 | 2013 | 2015 | 2017 | 2019 | 2020 | 2022 |